# Hamburger Verdeck

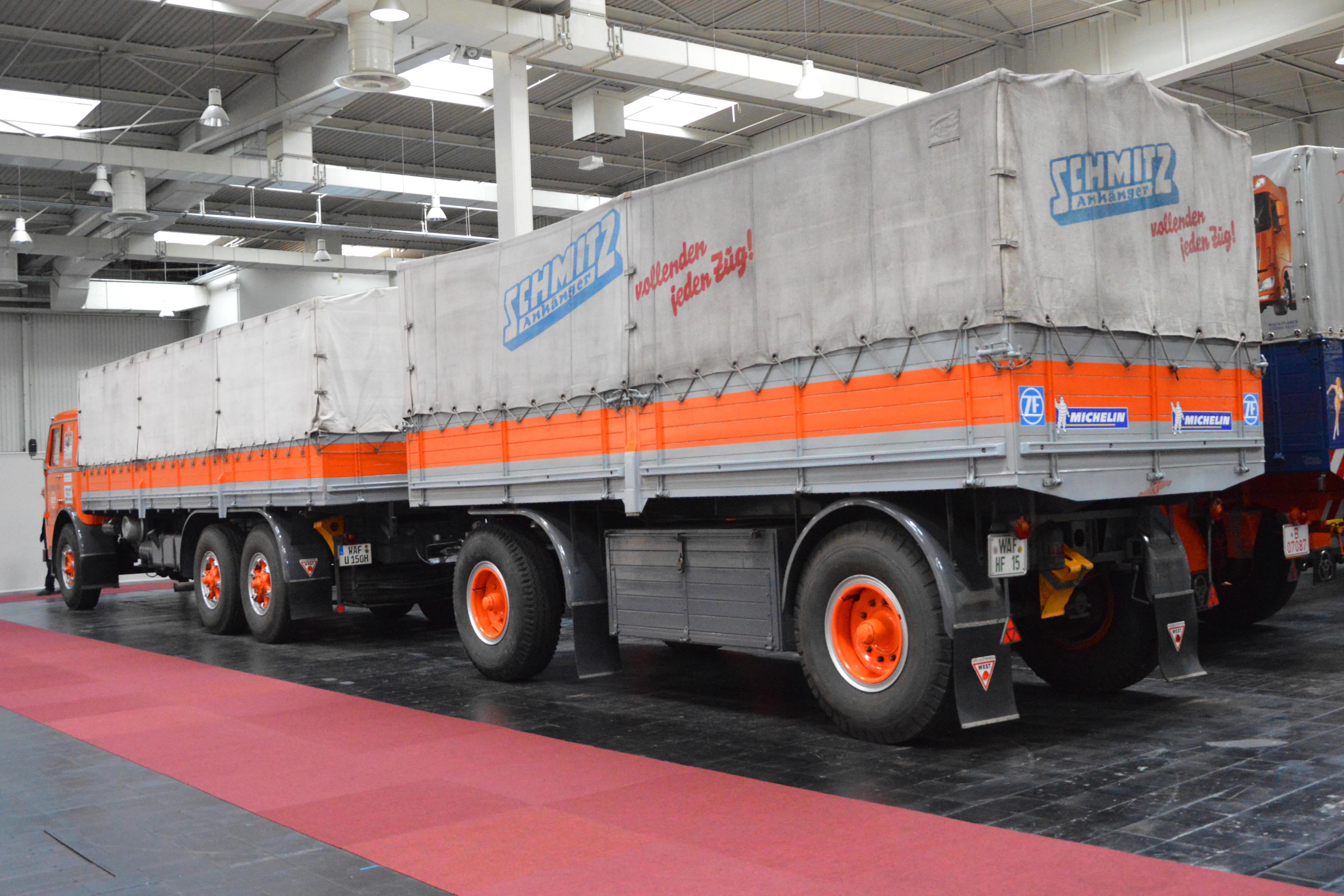
Lkw-Anhänger und Büssing 12000 mit Hamburger Verdeck

Das Hamburger Verdeck (auch Plane und Spriegel genannt) ist ein einfacher, klassischer Aufbau bei Pritschenfahrzeugen und Wechselbrücken. Es besteht aus einem mit Plane bedeckten Gestell (Spriegel) und Bordwänden (Bracken), das durch Riemenverschlüsse gesichert ist.  Der Aufbau von Plane und Spriegel ist oft abnehm- und aufsetzbar und relativ günstig.
Heute nutzt man statt einem Hamburger Verdeck häufig Schiebeplanen- oder Schiebebügelverdecke, die sich schneller be- und entladen lassen.

## Belege
1. 1 2 3  Anton Heimes, Konrad Scharl: Handlexikon des Straßengüterverkehrs [Begriffsdefinitionen und Erläuterungen für den Güterverkehr von A - Z ; mit wichtigen Vorschriften im Anhang]. 4. Auflage. Deutscher Verkehrs-Verlag, Hamburg 1999, ISBN 978-3-87154-249-7, S. 90.
2. ↑  Heiko Ohling: Handbuch Export - Import - Spedition. 9., erweiterte und überarbeitete Auflage. Betriebswirtschaftlicher Verlag Dr. Th. Gabler, Wiesbaden 1982, ISBN 978-3-322-89693-3, S. 351.
3. ↑  Hamburger Verdeck. In: Transport-Informations-Service. Gesamtverband der Deutschen Versicherungswirtschaft e. V., abgerufen am 13. April 2021.
4. ↑  Hamburger Verdeck. In: KLSK Lexikon. Königsberger Ladungssicherungskreis e.V., abgerufen am 13. April 2021.
5. 1 2 3  Hans-Jürgen Burger: Konzeption von Nutzfahrzeugen. In: Erich Hoepke, Stefan Breuer (Hrsg.): Nutzfahrzeugtechnik : Grundlagen, Systeme, Komponenten. 8., überarbeitete und erweiterte Auflage. Springer Vieweg, Wiesbaden 2016, ISBN 978-3-658-09536-9, S. 144 f.